# أنا أحبك فيليب موريس
أنا أحبك فيليب موريس (بالإنجليزية: I Love You Phillip Morris)‏ هو فيلم كوميدي أُصدر في فرنسا والولايات المتحدة سنة 2009.

## طاقم التمثيل
- جيم كاري
- إيوان مكريغور
- رودريغو سانتورو
- ليزلي مان

## الميزانية والإيرادات
بلغت تكلفة إنتاج الفيلم حوالي 10 ملايين دولار بينما حقق أرباحاً تقدر بـ 20,712,236 دولار.

## وصلات خارجية
- الموقع الرسمي
- أنا أحبك فيليب موريس على موقع IMDb (الإنجليزية)
- أنا أحبك فيليب موريس على موقع ميتاكريتيك (الإنجليزية)
- أنا أحبك فيليب موريس على موقع الموسوعة البريطانية (الإنجليزية)
- أنا أحبك فيليب موريس على موقع روتن توميتوز (الإنجليزية)
- أنا أحبك فيليب موريس على موقع نتفليكس (الإنجليزية)
- أنا أحبك فيليب موريس على موقع قاعدة بيانات الأفلام العربية
- أنا أحبك فيليب موريس على موقع ألو سيني (الفرنسية)
- أنا أحبك فيليب موريس على موقع Turner Classic Movies (الإنجليزية)
- أنا أحبك فيليب موريس على موقع أول موفي (الإنجليزية)
- أنا أحبك فيليب موريس على موقع بوكس أوفيس موجو (الإنجليزية)